# Hamlet (film, 1964)
Hamlet (ryska: Гамлет, Gamlet) är en sovjetisk dramafilm från 1964 i regi av Grigorij Kozintsev. Den är en filmtolkning av William Shakespeares pjäs med samma namn, baserad på en översättning av Boris Pasternak. Titelrollen spelas av Innokentij Smoktunovskij.

## Utmärkelser
Filmen belönades med Silverlejonet, Juryns stora pris vid Filmfestivalen i Venedig 1964. Den fick också flera nomineringar, till Guldlejonet i Venedig 1964, BAFTA-nomineringar i klasserna Bästa film och Bästa utländska skådespelare 1966 och en Golden Globe-nominering för Bästa utländska film 1967.

## Rollista
- Innokentij Smoktunovskij – Prins Hamlet
- Michail Nazvanov – Kung Claudius
- Elza Radzina – Drottning Gertrude
- Jurij Tolubejev – Polonius
- Stepan Oleksenko – Laertes
- Anastasija Vertinskaja – Ofelia
- Vladimir Erenberg – Horatius
- Igor Dmitriev – Rosencrantz
- Vadim Medvedev – Guildenstern
- A. Krevalid – Fortinbras